# Маккалли, Майкл Джеймс
Майкл Джеймс Макка́лли (англ. Michael James McCulley; род. 1943) — астронавт НАСА. Совершил один космический полёт на шаттле: STS-34 (1989, «Атлантис»), Кэптен ВМС США. Считается первым моряком-подводником, побывавшим в космосе.

## Личные данные и образование
Майкл Маккалли родился 4 августа 1943 года в городе Сан-Диего, штат Калифорния, но своим родным считает город Ливингстон, штат Теннесси, где в 1961 году окончил среднюю школу. Жена — Джейн Эмиль Тайгесон из Мельбурна, Флорида, у них шесть детей. В настоящее время проживают во Фрэндсвуде, Техас. Увлекается: автотуризм, бег на лыжах и трусцой, чтение. В 1970 году окончил Университет имени Пердью, штат Индиана, получил степени бакалавра и магистра наук в области металлургии.

## До НАСА
После окончания средней школы, Маккалли поступил на службу в ВМС США, а затем служил на дизельной и двух разных атомных подводных лодках. В 1965 году поступил в Университет имени Пердью, в январе 1970 года, после окончания, вернулся офицером на флот. После прохождения лётной подготовки, он летал на самолётах А-4 Skyhawk и A-6 Intruder. По программе обмена, учился в Королевской Школе лётчиков-испытателей в Великобритании. Он испытывал различные типы самолётов в Испытательном центре Морской авиации на авиабазе Патаксент-Ривер в штате Мэриленд. Затем вернулся в морскую авиацию и служил на авианосцах «Саратога (CV-60)» и «Нимиц (CVN-68)». Он летал более чем на 50 типах самолётов, имеет налёт более 5000 часов, и выполнил около 400 взлётов и посадок на шести различных авианосцах.

## Подготовка к космическому полёту
В мае 1984 года был приглашён в НАСА в качестве кандидата в астронавты в составе десятого набора. Начал прохождение курса общекосмической подготовки (ОКП) с июля 1984 года. По окончании обучения в июне 1985 года получил квалификацию «пилот шаттла» и назначение в Отдел астронавтов НАСА.

## Полёт в космос
- Первый полёт — STS-34[3], шаттл «Атлантис». C 18 по 23 октября 1989 года в качестве пилота. Одной из главных задач полёта был запуск космического аппарата «Галилео» для исследования Юпитера. Продолжительность полёта составила 4 дня 23 часа 40 минут[4].

Общая продолжительность полётов в космос — 4 дня 23 часа 40 минут.

## После полёта
Ушёл из отряда астронавтов и из НАСА в октябре 1990 года. Был принят в Lockheed Martin, как специалист по космическим операциям и назначен на должность вице-президента и заместителя директора космодрома в Космическом центре имени Кеннеди, штат Флорида. Стал директором в ноябре 1995 года.
В ноябре 1999 года Маккалли стал Генеральным директором в «Юнайтед Спейс Альянс» (генеральный подрядчик по программе Спейс шаттл). 15 мая 2003 года, был назначен Президентом (оставаясь Генеральным директором) «Юнайтед Спейс Альянс».
28 сентября 2007 года, Майк Маккалли ушёл в отставку со всех постов.

## Награды и премии
Награждён: Медаль «За космический полёт» (1989), Орден «Легион почёта», Медаль «За отличную службу» (США), Медаль за службу национальной обороне (США) и многие другие.